# Richard Stoddert Ewell
Pour les articles homonymes, voir Ewell (homonymie).
Richard S. Ewell (8 février 1817 — 25 janvier 1872) est un militaire américain, lieutenant-général dans l'armée confédérée au cours de la guerre de Sécession.

## Jeunesse et formation
Richard Ewell naît à Georgetown (Washington D.C.) le 8 février 1817. Se destinant à la carrière d'officier, il acheva en 1840 sa formation à l'Académie militaire de West Point.
Ewell participa à la guerre américano-mexicaine entre 1846 et 1848, et notamment aux batailles de Contreras et Churubusco. Au cours de cette première bataille, il fit la connaissance de Robert Edward Lee, qui devait devenir 20 ans plus tard son supérieur dans l'armée confédérée.

## La guerre de sécession
Malgré ses opinions unionistes, Ewell fit partie de ces officiers qui rejoignirent la confédération pour ne pas avoir à tourner les armes contre l'État où ils résidaient. Aussi quitta-t-il l'armée fédérale le 7 mai 1861 pour prendre un commandement dans la cavalerie de Virginie (au grade de colonel).
Le 1er juin 1861, lors de la première bataille de Fairfax Court House, il sort d'un hôtel quand des cavaliers de l'Union chevauchent dans la rue de la ville en tirant. Il est blessé à l'épaule, devenant ainsi le premier officier supérieur de la Confédération à être blessé au combat,.
Le manque criant d'officiers de métier dans la toute jeune armée rebelle lui valut toutefois d'être rapidement nommé général de brigade. Ewell fit tirer ses premiers coups de feu contre les fédéraux le 21 juillet 1861, à l'occasion de la bataille de Manassas (Bull run pour les nordistes).
C'est toutefois sur un autre théâtre d'opération, la vallée de la Shenandoah, qu'Ewell gagna sa réputation de brillant tacticien. Placé sous les ordres d'un autre général ayant participé à la bataille de Manassas, Stonewall Jackson, Ewell (désormais major général) fit mieux que bloquer les offensives d'ennemis bien supérieurs en nombre.
Ewell défit Banks à nouveau lors de la bataille de Cedar Mountain (9 août), puis retourna sur le champ de bataille de Manassas, et combattit bravement pendant la seconde bataille de Bull Run (grande victoire de Robert E. Lee sur les nordistes de John Pope). Ewell fut blessé le 29 août lors de la bataille de Groveton (ou bataille de Brawner's Farm), et amputé de la jambe gauche. Il put remonter à cheval après sa convalescence, pendant laquelle il fut soigné par une cousine, qu'il épousa… Arthur Fremantle, jeune capitaine des gardes de Victoria du Royaume-Uni en voyage d'études en 1863 dans le Sud, a décrit Ewell (alors 3e officier supérieur de l'armée confédérée après Lee et Longstreet, et avant A.P. Hill) comme un homme « à l'air hagard, avec une grosse tête chauve et un grand nez, qui tombe souvent de cheval car il a été amputé de la jambe gauche, et qui est adoré par ses soldats ».

## Gettysburg
Lorsqu'en 1863, Lee et son armée de Virginie septentrionale tentèrent d'envahir la Pennsylvanie, Ewell faisait partie de ses principaux subordonnés. Mortellement blessé par une balle alliée lors de la bataille de Chancellorsville, Jackson demanda à être remplacé par Ewell à la tête de son corps d'armée. Avec Lee, Hill et Longstreet, Ewell fut l'un des quatre principaux commandants confédérés durant la bataille de Gettysburg, point d'arrêt de l'invasion. À l'instar de Longstreet, Ewell fit preuve de prudence durant cet affrontement décisif, ce qui, selon certains historiens ou contemporains de la guerre, aurait coûté une victoire capitale aux rebelles. Une analyse approfondie de la bataille permet toutefois de relativiser les choses. À la fin de la première journée de la bataille, le général Lee, sentant qu'il avait l'avantage mais sachant que des renforts de l'union (commandés par W. S. Hancock) étaient en route, demanda à Ewell de prendre d'assaut les hauteurs Cemetery Hill « si la chose était faisable ». Formé à l'école de la manœuvre et ayant constaté durant la campagne de Seven Pines la dangerosité des assauts frontaux contre un ennemi retranché, Ewell estima préférable d'attendre le lendemain.
Cette décision valut plus tard à Ewell de nombreuses critiques de la part de personnes estimant qu'un assaut réussi aurait permis aux rebelles de s'imposer sur le théâtre de l'est. Cette opinion peut toutefois être remise en cause par les évènements survenus au deuxième jour de la bataille. Tout comme Ewell, Longstreet fut chargé par Lee de mener l'assaut contre les fédéraux retranchés sur les hauteurs. Estimant la position ennemie trop forte, Lonstreet tenta d'en dissuader Lee mais sans succès. Rempli d'amertume et d'appréhension, Longstreet ordonna donc à ses hommes d'attaquer une infanterie plus nombreuse, solidement retranchée et couverte par une artillerie plus importante que celle dont il disposait, ce qui aboutit au désastre le plus sanglant qu'aient subi les Confédérés durant la guerre (seule la moitié des 14 000 assaillants revinrent dans leurs lignes). Il n'est pas déraisonnable de penser que l'assaut annulé par Ewell aurait pu aboutir à un résultat identique. En effet, la presque totalité des assauts frontaux lancés au cours de cette guerre contre un ennemi équivalent en nombre aboutirent à la défaite des assaillants.
La défaite des confédérés lors de la bataille de Gettysburg amena Ewell et ses divisions à retourner en Virginie. Lui et ses hommes participèrent aux principales batailles menées afin de défendre cet état et Richmond de l'invasion, en particulier lors de la bataille de la Wilderness.

## Fin de la guerre
L'incroyable dureté des combats mené fin 1864 dans les tranchées de Spotsylvania provoquèrent chez Ewell comme chez beaucoup d'autres soldats des deux camps de sérieux problèmes psychologiques. À l'instar du général A. P. Hill, Ewell s'effondra en pleine bataille, victime d'une dépression nerveuse, ce qui lui valut d'être relevé définitivement de son commandement par Lee. Sa succession à la tête du corps d'armée fut assurée par son ancien subordonné Jubal Early.
Sérieusement ébranlé par les pertes subies à Spotsylvania et conscient de l'imminence de la défaite, Ewell fut affecté à un poste moins exigeant, comme chef de la garnison de Richmond. L'évacuation de la capitale sudiste début 1865 puis la capitulation de Lee à Appomattox convainquirent Ewell de se rendre lors de la bataille de Sayler's Creek. Il fut brièvement emprisonné près de Boston puis libéré en juillet.
Après la défaite de la confédération en 1865, Ewell se retira dans une ferme du Tennessee où il mourut d'une pneumonie à l'âge de 54 ans.